# 入谷盛宣
入谷盛宣（いりたに もりのぶ、1945年3月19日 - ）は日本の大蔵官僚。血液型はB型。青森県副知事、国税庁長官官房国税審議官（国際担当）、国際金融公社東京駐在特別代表などを歴任。瑞宝中綬章受章。

## 来歴
東京都世田谷区出身（父母も東京都）。東京都立戸山高等学校から東京大学文科一類に入学。東京大学法学部卒業。東大法学部在学中に国家公務員上級甲種試験（法律）に合格。1967年4月 大蔵省入省（主計局法規課）。1968年6月 国際金融局国際機構課。1969年7月 プリンストン大学留学。1971年7月 主税局国際租税課租税協定係長。1972年7月 飯田税務署長。その後は国際金融局外資課長補佐、環境庁企画調整局企画調整課長補佐、主計局総務課長補佐（企画）などを務める。1982年6月 大臣官房企画官兼大臣官房秘書課財務官室長。1985年6月 国税庁長官官房企画課長。1986年6月 近畿財務局総務部長。1987年7月 主税局国際租税課長。1988年6月 環境庁企画調整局企画調整課長。1990年6月 理財局国有財産総括課長。1991年7月 青森県副知事。1993年7月 国税庁長官官房国税審議官（国際担当）。1994年7月 国際金融公社東京駐在特別代表。2000年8月 日本貿易振興会理事。2015年春の叙勲で瑞宝中綬章を受章。

## 略歴
- 1967年4月：大蔵省入省（主計局法規課）[4]。
- 1968年6月：国際金融局国際機構課。
- 1969年7月：大臣官房付（プリンストン大学留学）。
- 1971年7月：主税局国際租税課租税協定係長[5]。
- 1972年7月：飯田税務署長。
- 1973年7月：国際金融局外資課長補佐（企画・資金外資・延払輸入）心得[8]。
- 1975年7月：環境庁企画調整局企画調整課長補佐。
- 1976年7月：主計局総務課長補佐（企画）[6]。
- 1977年7月：主計局付（外務研修）。
- 1978年5月：外務省在ニューヨーク総領事館領事。
- 1981年7月：大臣官房企画官 兼 大臣官房会計課。
- 1982年6月：大臣官房企画官 兼 大臣官房秘書課財務官室長。
- 1983年6月：外務省経済局国際経済第二課長。
- 1985年6月：国税庁長官官房企画課長。
- 1986年6月：近畿財務局総務部長。
- 1987年7月：主税局国際租税課長。
- 1988年6月：環境庁企画調整局企画調整課長。
- 1990年6月：理財局国有財産総括課長。
- 1991年7月：青森県副知事。
- 1993年7月：国税庁長官官房国税審議官（国際担当）。
- 1994年7月：国際金融公社東京駐在特別代表。